# Thủy điện Bắc Bình
Thủy điện Bắc Bình là công trình thủy điện xây dựng trên dòng sông Ma Đế (suối Matin) thuộc địa phận hai xã Phan Sơn và Phan Lâm, huyện Bắc Bình, tỉnh Bình Thuận, Việt Nam .
Thủy điện Bắc Bình có công suất lắp đặt 33 MW, hoàn thành tháng 9/2009 .
Thủy điện Bắc Bình hoạt động dựa trên tận dụng lượng nước xả ra từ nhà máy điện của thủy điện Đại Ninh và chênh lệch độ cao tự nhiên của khu vực suối Matin ở thượng nguồn sông Luỹ .
Nhà máy phát điện xả nước ra sông Ta Mai (sông Đa Ka Chu).